# Clidemia capitata
Clidemia capitata är en tvåhjärtbladig växtart som beskrevs av George Bentham. Clidemia capitata ingår i släktet Clidemia och familjen Melastomataceae. Inga underarter finns listade i Catalogue of Life.